# Konak Amidža
Le konak Amidža (en serbe cyrillique : Амиџин конак ; en serbe latin : Amidžin konak) se trouve à Kragujevac, dans le district de Šumadija, en Serbie. Il est inscrit sur la liste des monuments culturels de grande importance de la république de Serbie (identifiant no SK 272),.

## Présentation

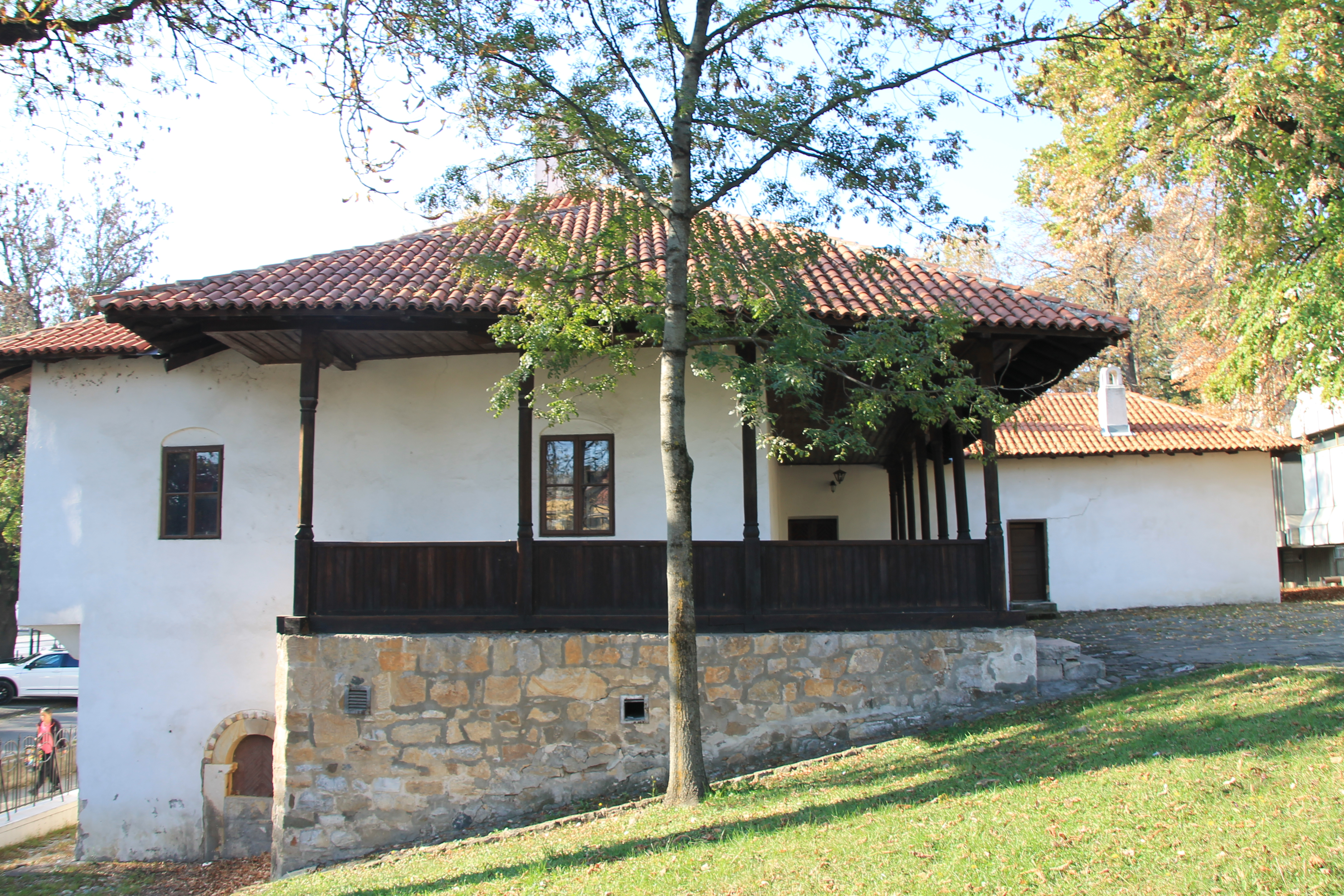
Autre vue du bâtiment.

En 1818, après le second soulèvement serbe contre les Ottomans, le prince Miloš Obrenović a fait de Kragujevac la capitale de la principauté de Serbie, officieusement autonome vis-à-vis de la Sublime Porte. La résidence Amidža a fait alors partie d'un ensemble de palais construits par le prince pour sa famille et la cour.  En revanche, le konak du prince Miloš a été détruit en 1941 et celui de la princesse Ljubica, sa femme, a brûlé en 1884[réf. nécessaire].
Le konak Amidža, la seule résidence subsistant aujourd'hui de l'époque du prince Miloš, a été construit entre 1818 et 1822 pour Sima Milosavljević Paštrmac, originaire du hameau de Paštrma, dans le village de Ramaća ; Miloš l'appelait « mon oncle », ce qui se dit amidža (amca) en turc. Il a été édifié par les maîtres les plus importants de cette époque : Janja Mihailović, Todor Petrović et le maître Veselin, qui l'ont conçu dans un style balkanique oriental.
Le konak est construit sur un terrain en pente, ce qui donne l'impression qu'il possède un demi-étage ; une partie du rez-de-chaussée est construite en pierre. Comme beaucoup de constructions du XIXe siècle, le bâtiment est construit selon la méthode des colombages. L'intérieur est constitué de huit pièces.
Le konak est aujourd'hui un département du musée national de Kragujevac.